# كيولكيونغ
جو كيول كيونغ (هانغل: 주결경) ممثلة، مغنية وعارضة وهي عضوة في مجموعة الفتيات الكورية برستن.

## عن حياتها
ولدت كيولكيونغ في 16 ديسمبر 1998 بـ شنغهاي، الصين. في سنة 2011 تم اختيارها من قبل أحد موظفي شركة بليدس امام مدرستها فقام بالعرض عليها للانضمام إلى الشركة، فقامت باختبار الاداء وتم قبولها، فأصبحت تأتي إلى كوريا في فصل الصيف للتدريب، وتعود إلى الصين من اجل الدراسة، وفي سنة 2014 انتقلت للعيش إلى كوريا والدراسة هناك. كيولكيونغ سنة 2016 شاركت في برنامج الاقصاء الشهير بروديوس 101 وقد جذبت انتباه العامة بسبب جمالها وموهبتها في الرقص، وقد حصلت فيه على المركز الأول من بين 101 فتاة أخرى كأجمل متدربة، وحصلت أيضا على المركز الأول من بين 101 فتاة كأكثر فتاة جمعت بين الموهبة والجمل. وفي نهاية البرنامج نجحت في الانضمام إلى فرقة IOI حيث حصلت على المركز السادس من بين 101 فتاة أخرى. وبعد عام تفككت الفرقة بسبب العقد، وانضمت بعد شهر إلى فرقة بريستين، ولازالت كيولكيونغ إلى اليوم تحقق نجاحات في شتى المجالات التي تعمل بها

## روابط خارجية
- كيولكيونغ على موقع IMDb (الإنجليزية)
- كيولكيونغ على موقع ميوزك برينز (الإنجليزية)
- كيولكيونغ على موقع ديسكوغز (الإنجليزية)
- كيولكيونغ على موقع قاعدة بيانات الفيلم (الإنجليزية)